# Wiep van Bunge
Jhr. Louis (Wiep) van Bunge ('s-Gravenhage, 22 mei 1960) is een Nederlands hoogleraar in de geschiedenis van de filosofie.

## Biografie
Van Bunge studeerde af in de filosofie aan de Universiteit Utrecht, werd assistent in opleiding en promoveerde aan de Erasmus Universiteit te Rotterdam op Johannes Bredenburg. Hij publiceerde en publiceert vooral over de vroege verlichting in de Nederlanden, over Spinoza en over door die laatste beïnvloede denkers. Hij was directeur van een onderzoeksproject van NWO over die Nederlandse vroege verlichting in de periode 2000-2005 en mededirecteur van een ander gelieerd project over hetzelfde onderwerp in de periode 2010-2014. Hij was mederedacteur van verschillende publicaties over en rond Spinoza. Sinds 2000 is hij hoogleraar aan de Erasmus Universiteit, aanvankelijk als bijzonder hoogleraar Spinoza-studies vanwege de Vereniging Het Spinozahuis en sinds 2002 als gewoon hoogleraar geschiedenis van de filosofie. Van 2004 tot 2012 was hij decaan van de faculteit Filosofie.
Van Bunge was redacteur van het tijdschrift Geschiedenis van de wijsbegeerte in Nederland.
Van Bunge is lid van de Koninklijke Hollandsche Maatschappij der Wetenschappen sinds 2001 en van de Koninklijke Nederlandse Akademie van Wetenschappen sinds 2014.

### Familie
Prof. jhr. dr. L. van Bunge werd geboren als lid van de familie Van Bunge en zoon van Lodewijk Frederik Wilhelmus Maria van Bunge (1926-2009), perschef en journalist, en diens tweede echtgenote Ellie Lenie Emma Uitenbroek (1938-2016), ook journaliste. Zijn vader was de eerste van zijn geslacht die in de Nederlandse adel werd opgenomen, waarmee diens drie zonen in 1983 ook tot de adel gingen behoren, met het predicaat van jonkheer. Hij trouwde in 1994 en kreeg drie kinderen.